# Витовтова дорога
Витовтова дорога (Витовтов гостинец) — часть большого тракта XIV—XVII веков от Берестья (современный Брест на юго-западе Белоруссии) до Владимира (современный Владимир-Волынский на северо-западе Украины) через Вижву (ныне Старая Выжевка), по которому по преданию часто проезжал великий литовский князь Витовт, в честь которого дорога и получила название.
Пролегала через:
- Ратно (Холмская земля, Русское воеводство)
- Песочное (ныне с. Полесское)
- Вижву (ныне Старая Выжевка)
- Смидин
- Паридубы (Волынского воеводства)

Фиксируется в «пописи» 1546 года, которая подробно оценивала и разграничивала границы (обвод) Великого княжества Литовского с Короной Польской, а также в Русской (Волынской) метрике в 1579 году.